# Werner Sombart
Werner Sombart, född 19 januari 1863 i Ermsleben, död 18 maj 1941 i Berlin, var en tysk ekonom och sociolog.

## Biografi
Sombart blev professor i statsvetenskap 1890 vid universitetet i Breslau, 1906 vid handelshögskolan i Berlin och 1919 även vid Berlins universitet.
Tillsammans Max Weber och Edgar Jaffé utgav han från 1904 "Archiv für Sozialwissenschaft und Sozialpolitik".

## Gärning
Sombart väckte framför allt intresse genom sina studier och beskrivningar av den kapitalistiska ekonomin, sådan den framstår helt och hållet behärskad av vinstintresset och inriktad uteslutande på ett måttlöst, obetingat, hänsynslöst vinstbegär; och i samband härmed gav han särskilt i Der Bourgeois (1913) en dristigt utförd teckning av den kapitalistiska andans och företagarpsykens utveckling. Särskilt intresse väckte hans framställning om judarnas partikulära position som betydelse för det moderna ekonomiska livet i dettas olika förgreningar - jämför med Webers studier angående Kalvinismen.
Samtidigt som Sombart starkt underströk ekonomins karaktär som vetenskap, intog han en mycket utpräglad socialpolitisk ståndpunkt och förefaller i kollektivismen se ett tillstånd, mot vilket den samhälleliga utvecklingen tenderar, enär "i den kapitalistiska andans egen natur ligger en tendens, som strävar att upplösa den inifrån och bringa den döden". Han var ursprungligen en ivrig anhängare av Karl Marx, men fjärmade sig alltmer från honom, även med hänsyn till historiematerialismen: Sombart hävdade energiskt nog de psykiska, ideologiska faktorernas mäktiga betydelse för samhällslivets utveckling. I fråga om klassväsendets grunder och karaktär såväl som klasskampens förutsättningar och innebörd följer han i stor utsträckning den marxska tankegången. Att han blev en av sin tids allra mest lästa vetenskapliga socialekonomiska författare, beror främst på hans eggande, måleriska och frodiga framställningskonst, som dock i någon mån tyngs av en långt driven benägenhet för nya etiketter och definitioner.

## Verk

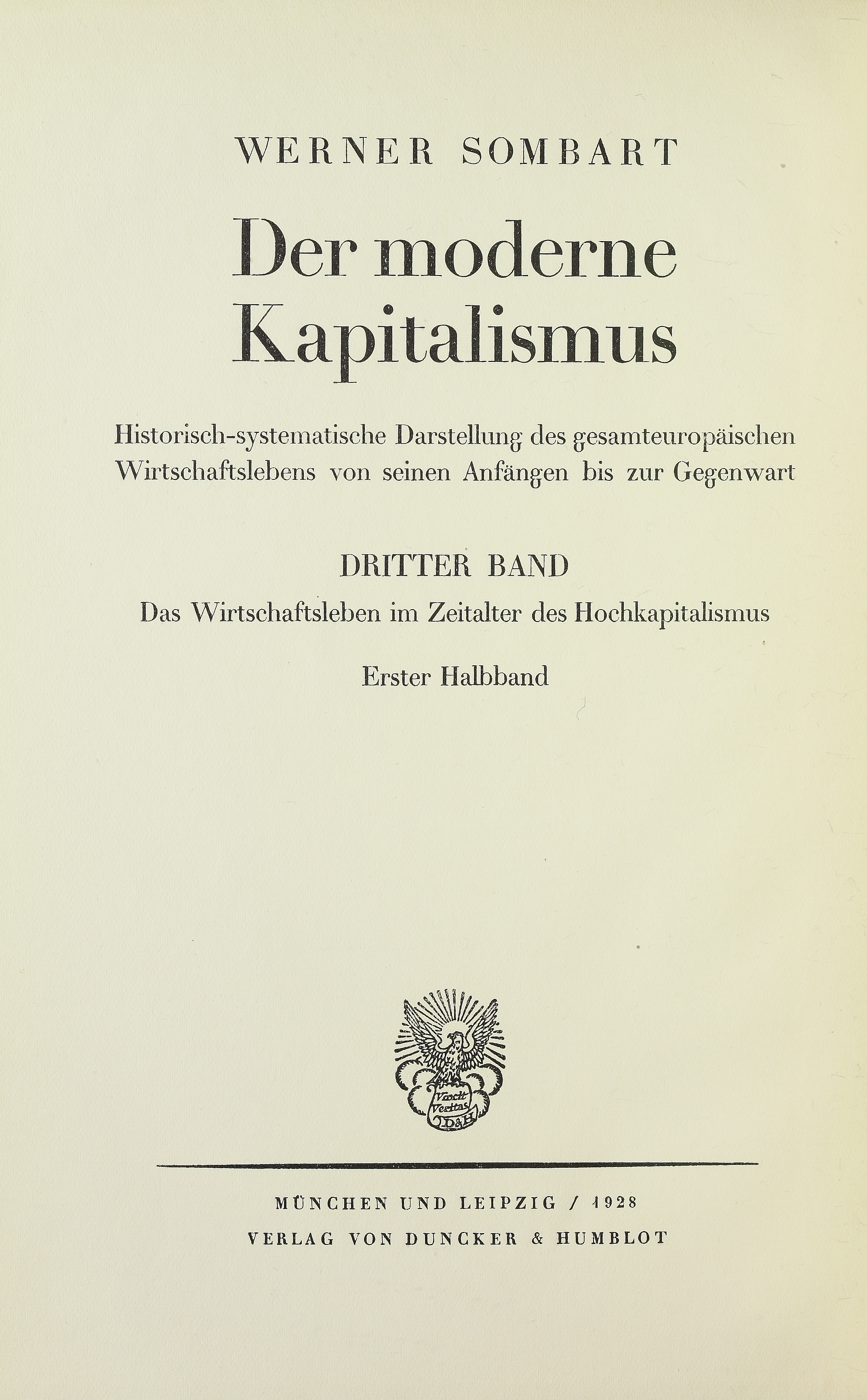
Wirtschaftsleben im Zeitalter des Hochkapitalismus, 1928

- 1898 - Socialism och social rörelse i det nittonde århundradet (översättning Thor Andersson, Stockholm, 1898)
- 1906 - Das Proletariat: Bilder und Studien (Die Gesellschaft, vol. 1. Rütten & Loening, 1906)
  - Proletariatet (översättning Valdemar Langlet, Geber, 1911)
- 1906 - Warum gibt es in den Vereinigten Staaten keinen Sozialismus? (Mohr, 1906)
  - Engelsk översättning: Why is there No Socialism in the United States (Sharpe, 1976)
- 1911 - Die Juden und das Wirtschaftsleben (Duncker & Humblot, 1911)
  - Engelsk översättning: The Jews and Modern Capitalism (Free Press, 1951)
- 1916 - Der moderne Kapitalismus: historisch-systematische Darstellung des gesamteuropäischen Wirtschaftslebens von seinen Anfängen bis zur Gegenwart (Final edn. 1916, repr. 1969, paperback edn. (3 vols. in 6): 1987 Munich: dtv)
  - Kapitalismens anda: bidrag till den moderna affärsmänniskans andliga utvecklingshistoria (översättning Algot Ruhe, Norstedt, 1916)
- 1921 - Luxus und Kapitalismus (Duncker & Humblot, 1922)
  - Engelsk översättning: Luxury and capitalism (University of Michigan Press)
- 1934 - Deutscher Sozialismus (Buchholz & Weisswange, 1934)
  - Engelsk översättning: A New Social Philosophy (Greenwood Press, 1937, 1969)
- 1938 - Vom Menschen. Versuch einer geisteswissenschaftlichen Anthropologie (Duncker & Humblot, 1938)
- 1956 - Noo-Soziologie (Duncker & Humblot, 1956)
- 2001 - Economic Life in the Modern Age (Nico Stehr and Reiner Grundmann, eds. New Brunswick: Transaction; innehåller engelsk översättning av vissa kapitel av Sombart, bl.a. definition av kapitalism)